# Sérgio Franchi
Sérgio Franchi, nome artístico de Sérgio Galli (Codogno, 6 de abril de 1926 - 1990) foi um tenor e ator de filmes musicais ítalo-americano.

## Biografia
Nascido em Codogno começou estudar Engenharia, como desejava o pai, mas logo apaixonou-se para a Ópera.
Em 1947 mudou-se para a África do Sul e, depois de uma volta na Itália onde perfecionou os estudos líricos, a família em 1962 mudou-se definitivamente para os EUA.
A "consagração" ao sucesso chegou em 1965 com o Filme musical Do I Hear a Waltz?.
Em 1972 tornou-se cidadão americano. Sempre quis difundir a música lírica italiana nos EUA, sem esquecer suas raízes italianas.
Faleceu de tumor ao cérebro em 1990. Hoje, no Connecticut, sua viúva Eva chefia a Sergio Franchi Foundation, para jovens artistas líricos

## Filmes musicais
- Sing, aber spiel nicht mit mir (1963)
- Il segreto di Santa Vittoria (1969)
- Musical Comedy Tonight II (1981)

## Galeria de fotos

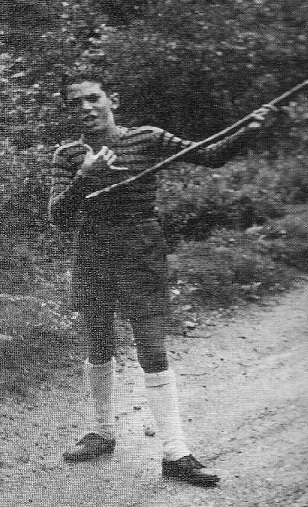
Sergio Franchi menino, na Italia.

## Conexões externas
- «Site oficial»
- «Perfil de Sergio Franchi no IMDB» (em inglês)